# 姚建华
姚建华（1954年1月—），江苏无锡人，中华人民共和国政治人物。1974年9月参加工作，1975年4月加入中国共产党，中央党校函授学院经济管理专业毕业，中央党校大学学历。第十一届全国人民代表大会江苏地区代表。

## 生平
早年为无锡县东湖塘公社东联大队会计、工作队队长、团委书记、党委委员、革委会副主任、党委副书记。1982-85年，在江苏农学院农学专业干部专修科学习。1985-1991年，任无锡县羊尖乡党委副书记，书记。1991年3月，任中共无锡县委常委。1993年3月，任中共锡山市委常委、农工部部长。1996年3月，任无锡市农业局局长、党组书记。2001年1月，任江阴市委副书记、市政府代市长，同年3月正式担任市长。2003年1月，任无锡市政府副市长、党组成员，江阴市委副书记、市政府市长。2003年5月，任中共泰州市委常委，市政府常务副市长、党组副书记。2006年1月，任泰州市人民政府代理市长，同年3月正式当选为市长。2008年起担任全国人大代表。2010年7月，转任中共无锡市委副书记。2011年9月，改任无锡市政协党组副书记，次年1月当选为无锡市政协副主席。2012年6月，被任命为无锡市第十五届人大常委会主任。